# Burg Freudenberg (Ostrach)
Die Burg Freudenberg ist eine abgegangene mittelalterliche Niederungsburg rund 50 Meter westlich des Weilers Freudenberg bei Ochsenbach, einem Teilort Ostrachs im baden-württembergischen Landkreis Sigmaringen.
Der Burghügel ist im Gelände noch auszumachen.
Am 29. September 1455 zündete ein Konrad Schorpp von Freudenberg den Ort Denkingen an, aufgrund vorheriger Streitereien zwischen ihm und der Reichsstadt Überlingen um Weide- und Hüterechte in Feldern und Wäldern. Er taucht am 11. November 1461 im Zusammenhang mit Freiherr Hans von Gefeldseck auf, der sich für eine Gült von zehn Malter Roggen bei Konrad Schorpp von Freudenberg (Conrad Schorpp von Frödenberg) verschrieb und 1474 mit der Forderung des Klosters Sießen über das bischöfliche Ordinariat Konstanz an Konrad Schorpp von Freudenberg.